# Unifon-Alphabet

Anfang des Vaterunsers in zwei Unifon-Schrifttypen sowie in lateinischer Schrift

Das Unifon-Alphabet, auch Unifon genannt, ist ein phonetisches Alphabet für die englische Sprache; die Schreibweisen der englischen Wörter richten sich konsequent nach der tatsächlichen Aussprache. Die Schrift wurde in den 1950er Jahren von dem Chicagoer Wirtschaftswissenschaftler John R. Malone entwickelt.
Das Unifon-Alphabet ist im Vergleich mit anderen phonetischen Alphabeten wie beispielsweise dem Deseret-Alphabet, dem Shaw-Alphabet und Quikscript wegen der vollständig aus der lateinischen Schrift entnommenen Zeichen (identisch oder abgewandelt) am schnellsten und leichtesten zu erlernen.

## Systembeschreibung

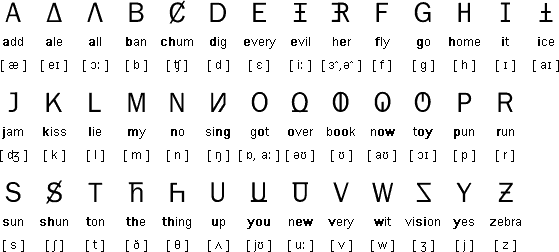
Unifon-Alphabet mit Beispielwörtern und Übertragung der Zeichen gemäß dem Internationalen Phonetischen Alphabet (IPA)

Das ausschließlich aus Großbuchstaben bestehende Unifon-Alphabet hat 40 Zeichen, wovon 24 Zeichen für Mitlaute und 16 Zeichen für Selbstlaute stehen. Die Schriftzeichen bestehen hinsichtlich ihrer Form aus 23 Zeichen des lateinischen Schriftsystems und aus 17 anderen Formen, die jedoch alle aus  lateinischen Buchstaben abgeleitet sind. Fünf Zeichen geben lang gesprochene Selbstlaute wieder. Die Interpunktion wird wie in der herkömmlichen Schreibung verwendet.
Fast alle Zeichen stehen für einen Laut. Lediglich drei Zeichen geben mehrere Laute wieder:
Die Ligatur von ƎR steht für [ɜː], [ɘː] und [ɘ(r)]; U
bezeichnet [ʌ] und den Schwa-Laut [ɘ]  und O wird für [ɔ] und [aː] verwendet.
In der obigen Abbildung des Uniphon-Alphabets sind diese Mehrfachbelegungen nicht alle eingezeichnet.

## Geschichtliche Entwicklung von Unifon

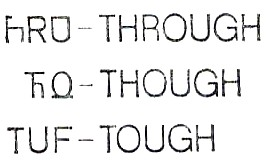
Unifon-Schreibweisen der unterschiedlichen Aussprachen von “ough” in den Wörtern “through” [θruː], “though” [ðɘʊ], “tough” [tʌf

John R. Malone arbeitete in den 1950er Jahren, beauftragt durch die Bendix Corporation,  die verschiedenste Geräte und Instrumente für Flugzeuge herstellte und sich auch mit der Kommunikation im Luftverkehr beschäftigte, an der Entwicklung einer rein phonetischen Schrift für die englische Sprache. Die Zusammenarbeit wurde jedoch abgebrochen, als die International Air Transport Association 1957 die englische Sprache und deren Rechtschreibung für die internationale Kommunikation im Luftverkehr auswählte.
Malone verfolgte seine Vorschläge hinsichtlich der phonetischen Schreibung daraufhin nicht weiter, bis sich sein kleiner Sohn über Schwierigkeiten beim Lesen beklagte. Daraufhin brachte er ihm an einem einzigen Nachmittag mit dem Unifon-Alphabet das Lesen bei und kam zu der Ansicht, dass dies auch bei anderen Kindern gut funktionieren müsste. Die Sonntagsausgabe der Chicago Sun-Times vom 29. Mai 1960 veröffentlichte auf ihrer Titelseite Malones Artikel “My Fair Language. Do We Need A New Alphabet?”. Ab 1974 bis zu seinem Tod setzte sich der Medienwissenschaftler und Pädagoge John M. Culkin, der auch Professor an der New School in New York City war, (1928–1993) für die weitere Verbreitung von Unifon ein, um den Analphabetismus zu bekämpfen. Malone übergab 1981 die Leitung über das gesamte Unifon-Projekt an Culkin und änderte in den 1980er Jahren einige Zeichen gegenüber der ursprünglichen Fassung.

## Einsatz des Unifon-Alphabets bei Vorschulkindern und Erstklässlern
In den 1960er Jahren beteiligten sich etwa 20 Schulen in Indianapolis im US-Bundesstaat Indiana an Malones neuer Lehrmethode. Auch in Hammond (Indiana), New Orleans im Staat Louisiana und Washington, D.C. und Chicago im Bundesstaat Illinois fanden an öffentlichen Schulen Unterrichtsversuche statt. Nach Aussagen
Im Jahr 1960 unterrichtete Margaret S. Katz beim Fernsehsender ABC Chicago in Liveübertragungen vier Vorschulkinder an 17 Tagen jeweils eine Stunde im Lesen nach der Unifon-Methode. Keines der Kinder konnte vor Beginn der Fernsehserie lesen. Nach diesen 17 Stunden konnten alle vier Kinder die Texte aus den Lesebüchern der 3., 4. und 5. Klasse in herkömmlicher Rechtschreibung lesen.
Von etwa 1960 bis in die 1980er Jahre unterrichtete Margaret S. Ratz Erstklässler am Principia College in Elsah, Jersey County, Bundesstaat Illinois im Unifon-Alphabet.

## Verwendung für Sprachen der indianischen Ureinwohner

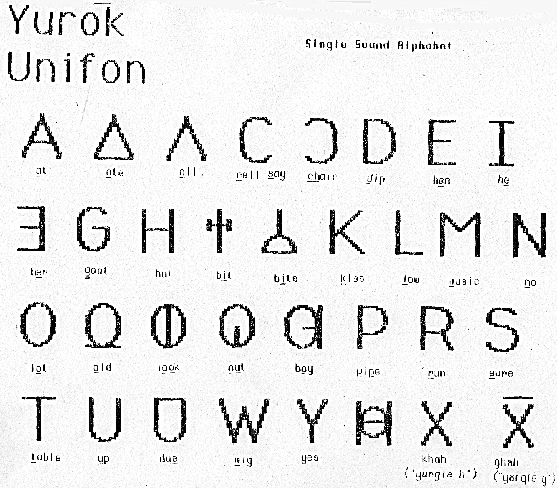
Unifon-Anpassung an Yurok-Sprache

Seit den 1960er Jahren und bis in die 1990er Jahre hinein fand das Unifon-Alphabet auch seine Anwendung für die phonetische Schreibung etlicher Sprachen einiger Indianerstämme in Kalifornien und im südlichen Oregon. Es wurden spezielle Unifon-Anpassungen für die Sprachen der Hupa, Karok, Tolowa und Yurok in einer Zusammenarbeit von Vertretern der Humboldt State University unter Leitung von Tom Parson und muttersprachlichen Stammesältesten entwickelt. Es folgten zahlreiche Unifon-Veröffentlichungen in diesen Sprachen. Da diese Sprachen vorher keine Schrift hatten, war die Schreibung mittels Unifon die erstmalige Verschriftung von Texten in diesen Indianersprachen. Der Unterricht in Unifon erfolgte stammesüblich in Gemeinschaftsklassen mit vierjährigen Kindern und Erwachsenen im teilweise sehr hohen Alter. Unifon wurde sowohl als offizielles Alphabet für diese Sprachen als auch als Einführung in das Schreiben und Lesen der englischen Sprache verwendet. 1993 wurde das Unifon-Alphabet für die Sprache der Tolowa durch das Practical Alphabet ersetzt, da es für den immer mehr aufkommenden Computer damals noch keine Schriften für diese Unifon-Anpassung gab. Auch in den anderen Indianersprachen verschwand schließlich die Verwendung von Unifon, als der Projektleiter Tom Parson die Universität verließ.

## Heutige Verwendung

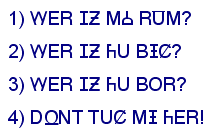
Satzbeispiele mit älterem Zeichen für ± [aɪ] in my: 1. Where is my room? 2. Where is the beach? 3. Where is the bar? 4. Don't touch me there!

Das Unifon-Alfabet hat weiterhin seine Anhänger und wird von ihnen bis heute veröffentlicht, vor allem durch die 2000 eingerichtete Website. Im gleichen Jahr wurde auch eine Yahoo-Gruppe gegründet.
Gemäß den Vertretern von Unifon soll die Schrift 14 Prozent weniger Zeichen je Text benötigen. Außerdem soll das Lesen englischer Texte von Kindern und Erwachsenen (vor allem Zweitsprachlern) mindestens 80 Prozent Zeitersparnis erlernt werden können, wenn Unifon als Vorstufe eingesetzt wird.
2006 wurde ein umfangreiches Wörterbuch herausgegeben. Auf über 1000 DIN A4-Seiten werden über 129 000 Wörter aufgelistet und in Unifon übertragen.

## Literatur

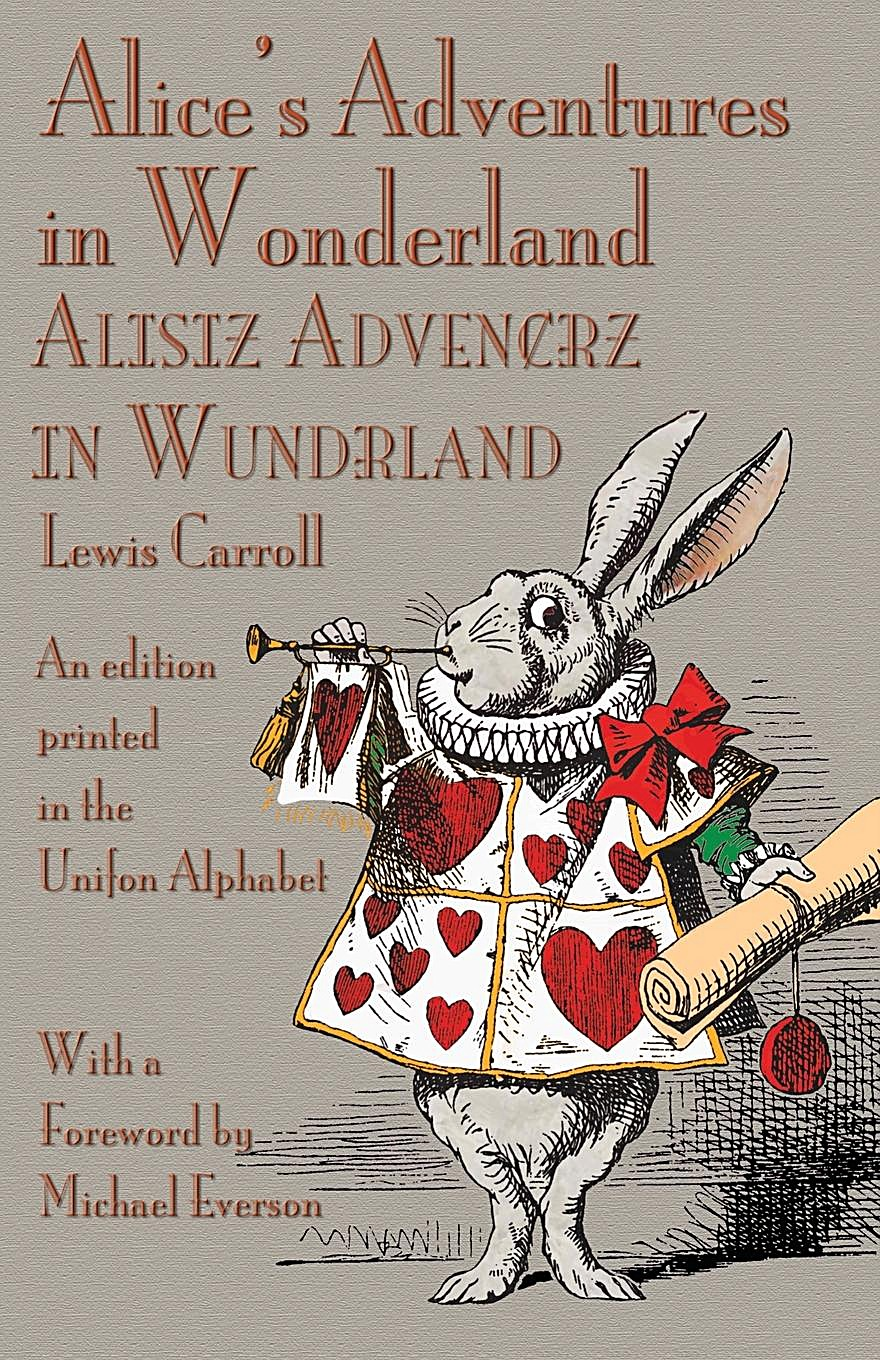
Lewis Carroll: Alice's Adventures in Wonderland – gesamter Text im Unifon-Alphabet

### Texte in Unifon-Übertragung
- Unifon-Texte mit Gegenüberstellung in herkömmlicher Rechtschreibung – Texte am Seitenende; nur in Unifon lesbar, wenn auch Unifon-Schrift auf Rechner ist (Download-Links ganz oben)
- Neil Stewart: The Tale of a Kite or the Tail of a Kite; mit Übertragung – nur in Unifon lesbar nach heruntergeladener Unifon-Schrift
- Neil Stewart: A Wolf in the Basement; mit Übertragung – nur in Unifon lesbar nach heruntergeladener Unifon-Schrift
- Lewis Carroll: Alice in Wonderland – vollständige Unifon-Übertragung des Kinderbuches von Lewis Carroll (1832–1898), das 1865 erstmals erschien (deutscher Titel „Alice im Wunderland“)
- Robert Louis Stevenson: A Child's Garden of Verses – vollständige Unifon-Übertragung der Gedichtsammlung für Kinder von Robert Louis Stevenson (1850–1894), die 1885 erstmals unter dem Titel “Penny Whistles” erschien